# Opatov, Jihlava
Opatov là một làng thuộc huyện Jihlava, vùng Vysočina, Cộng hòa Séc.